# Heinrich Schulz (Attentäter)

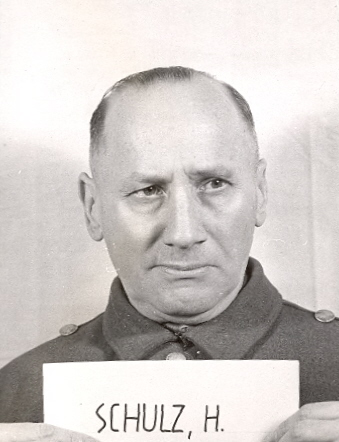
Heinrich Schulz als Zeuge bei den Nürnberger Prozessen

Heinrich Ernst Walter Schulz (* 21. Juli 1893 in Saalfeld; † 5. Juni 1979 in Eltville am Rhein) war ein deutscher Offizier und politischer Attentäter. Er wurde bekannt als Mittäter von Heinrich Tillessen bei der am 26. August 1921 erfolgten Ermordung des deutschen Politikers Matthias Erzberger.

## Leben

### Jugend, Erster Weltkrieg und Freikorpszeit
In seiner Jugend besuchte Schulz vier Jahre lang die Bürgerschule, anschließend vier Jahre lang das Real-Gymnasium in Saalfeld und drei Jahre lang die Oberrealschule in Jena. Nach der Einjährigen-Prüfung trat er zur Absolvierung einer kaufmännischen Lehre in eine Maschinenfabrik und Eisengiesserei in Saalfeld ein.
Zu Beginn des Ersten Weltkriegs meldete er sich freiwillig zum Kriegsdienst, wurde dann dreimal verwundet und mehrfach ausgezeichnet. Bei Kriegsende wurde er im Range eines Leutnants aus dem Militärdienst entlassen. Seine Demobilisierung erfolgte im Dezember 1918 in Rudolstadt.
Danach kehrte Schulz in sein Elternhaus zurück und arbeitete wieder an seinem alten Arbeitsplatz bei der Saalfelder Maschinenfabrik und Eisengießerei, bis er sich im April 1919 der Marine-Brigade Ehrhardt, einem rechtsgerichteten Freikorps, anschloss. Mit der Marinebrigade wurde er nacheinander in München, Hof und Berlin eingesetzt. Im März 1920 nahm er außerdem an der Besetzung des Berliner Regierungsviertels im Zuge des sogenannten Kapp-Putsches teil.
Nach der Auflösung der Marine-Brigade Erhardt gehörte Schulz ab April 1921 der Organisation Consul an, einem nationalistischen Geheimbund, der als eine Art Nachfolgeorganisation der Marine-Brigade versuchte, die Weimarer Republik mit Attentaten und Fememorden zu destabilisieren.

### Das Attentat auf Erzberger
Im Auftrag der Organisation Consul ermordete Schulz am 26. August 1921 zusammen mit Heinrich Tillessen bei Bad Griesbach im Schwarzwald den Zentrumspolitiker und früheren Reichsfinanzminister Matthias Erzberger. Für rechtsradikale und deutschnationale Gruppierungen erfüllte Erzberger das Feindbild des „Novemberverbrechers“, da er als Leiter der deutschen Waffenstillstandskommission am 11. November 1918 das  Waffenstillstandsabkommen von Compiègne unterzeichnet hatte.

### Flucht und Emigration
Zur Fahndung ausgeschrieben floh Schulz kurz nach dem Attentat zusammen mit Tillesen und dem wegen Mordes verfolgten Hermann Berchtold nach Ungarn. Dort wurde er 1924 erkannt und verhaftet. Da die ungarische Regierung seine Auslieferung ablehnte, wurde er wieder freigelassen, aber des Landes verwiesen. In der Folge kam er über Italien nach Südwestafrika und später nach Spanisch-Guinea, wo er von 1926 bis 1932 als Pflanzungsleiter lebte. Aufgrund einer Malariaerkrankung reiste er 1932 oder 1933 zur Erholung nach Barcelona, von wo er nach seiner Auskurierung im März oder April 1933 nach Deutschland zurückkehrte.

### Leben im NS-Staat (1933 bis 1945)
Kurz vor oder kurz nach seiner Rückkehr nach Deutschland wurde Schulz durch die von Reichspräsident Paul von Hindenburg unterzeichnete Straffreiheitsverordnung von 1933 amnestiert.
Im Mai oder Juni 1933 trat Schulz in die SS (Mitgliedsnummer 36.060) ein. Er wurde in der Folge einige Monate lang als SS-Mann als Schreiber bei der Bayerischen-Politischen Polizei in München beschäftigt. Eigenen Angaben zufolge hatte er während dieser Zeit einen Zusammenstoß mit Reinhard Heydrich, weil er den Eintritt in den Sicherheitsdienst der SS ablehnte.
Von Ende 1933 bis ins Jahr 1934 war Schulz ein halbes Jahr lang als SS-Untersturmführer Stabsführer beim SS-Abschnitt XXX in Kassel. Diese Stellung verließ er nach Zusammenstößen mit seinem Vorgesetzten Unger. Stattdessen wurde er zum SS-Oberabschnitt Rhein in Koblenz versetzt, wo er in der Verwaltung tätig war. Im Zuge der Umorganisation der Oberabschnitte kam er im Januar 1936 zum SS-Oberabschnitt Fulda-Werra nach Arolsen. Dort wurde er zunächst in der Verwaltung beschäftigt, bevor er im Jahr 1938 zum Fürsorgereferenten ernannt wurde. Der NSDAP (Mitgliedsnummer 4.071.605) trat er im Juni 1937 bei. In der Allgemeinen SS wurde er nacheinander zum SS-Sturmbannführer und SS-Obersturmbannführer befördert.
Am 15. April 1940 wurde Schulz in die Waffen-SS übernommen. In dieser wurde er als Fürsorgeoffizier der Waffen-SS und Polizei im Wehrkreis II (Kassel) verwendet. Hier unterstand er dem Hauptfürsorge-Versorgungsamt der Waffen-SS bzw. nach dessen Auflösung 1944 dem Rasse- und Siedlungshauptamt und war mit der Betreuung von verwundeten Angehörigen der Waffen-SS sowie mit der Versorgung von Hinterbliebenen von im Krieg getöteten Angehörigen der Waffen-SS befasst. Außerdem war er für die Betreuung von Frauen, Kindern und Eltern zuständig, deren Angehörige SS-Leute und an der Front waren. Im Rahmen seiner Tätigkeit als Fürsorgeoffizier der Waffen-SS, die er bis Kriegsende ausübte, wurde Schulz 1943 zum Obersturmbannführer der Waffen-SS befördert. In regionaler Hinsicht unterstand er dem SS-Gruppenführer Josias Erbprinz zu Waldeck-Pyrmont.

### Nachkriegszeit
Bei Kriegsende geriet Schulz im Mai 1945 in amerikanische Kriegsgefangenschaft. In der Folge wurde er im Rahmen der Nürnberger Prozesse als Zeuge vernommen, wobei auch seine Beteiligung an der Ermordung Erzbergers zu Tage kam. Im November 1946 beantragte der badische Generalstaatsanwalt die Überstellung an die zuständigen badischen Strafverfolgungsbehörden. Diese erfolgte aber nicht sofort, da erst das Spruchkammerverfahren abgewartet wurde, in dem Heinrich Schulz zu acht Jahren Arbeitslager verurteilt wurde. Im Dezember 1949 wurde Schulz an die deutschen Behörden überstellt und kam in Offenburg in Haft.
Das Hauptverfahren wegen des Mordes an Erzberger fand vom 17. bis 19. Juli 1950 vor dem Landgericht Offenburg statt. Der Mittäter Heinrich Tillessen wurde als Zeuge vernommen und entlastete Schulz, indem er sich selbst als Haupttäter darstellte, obwohl er in seiner eigenen Hauptverhandlung eine genau gegenteilige Darstellung der Tat vorgebracht hatte. Es gilt jedoch als sicher, dass wenigstens einer der tödlichen Kopfschüsse aus der Waffe von Schulz stammte. Als Konsequenz wurde Heinrich Schulz wegen Totschlags verurteilt und nicht wegen Mordes. Das Strafmaß betrug zwölf Jahre Haft.
Am 22. Dezember 1952 wurde die Strafe zur Bewährung ausgesetzt. Heinrich Schulz lebte danach in Frankfurt am Main.